# 1951
1951 (MCMLI) a fost un an obișnuit al calendarului gregorian, care a început într-o zi de luni.

## Evenimente

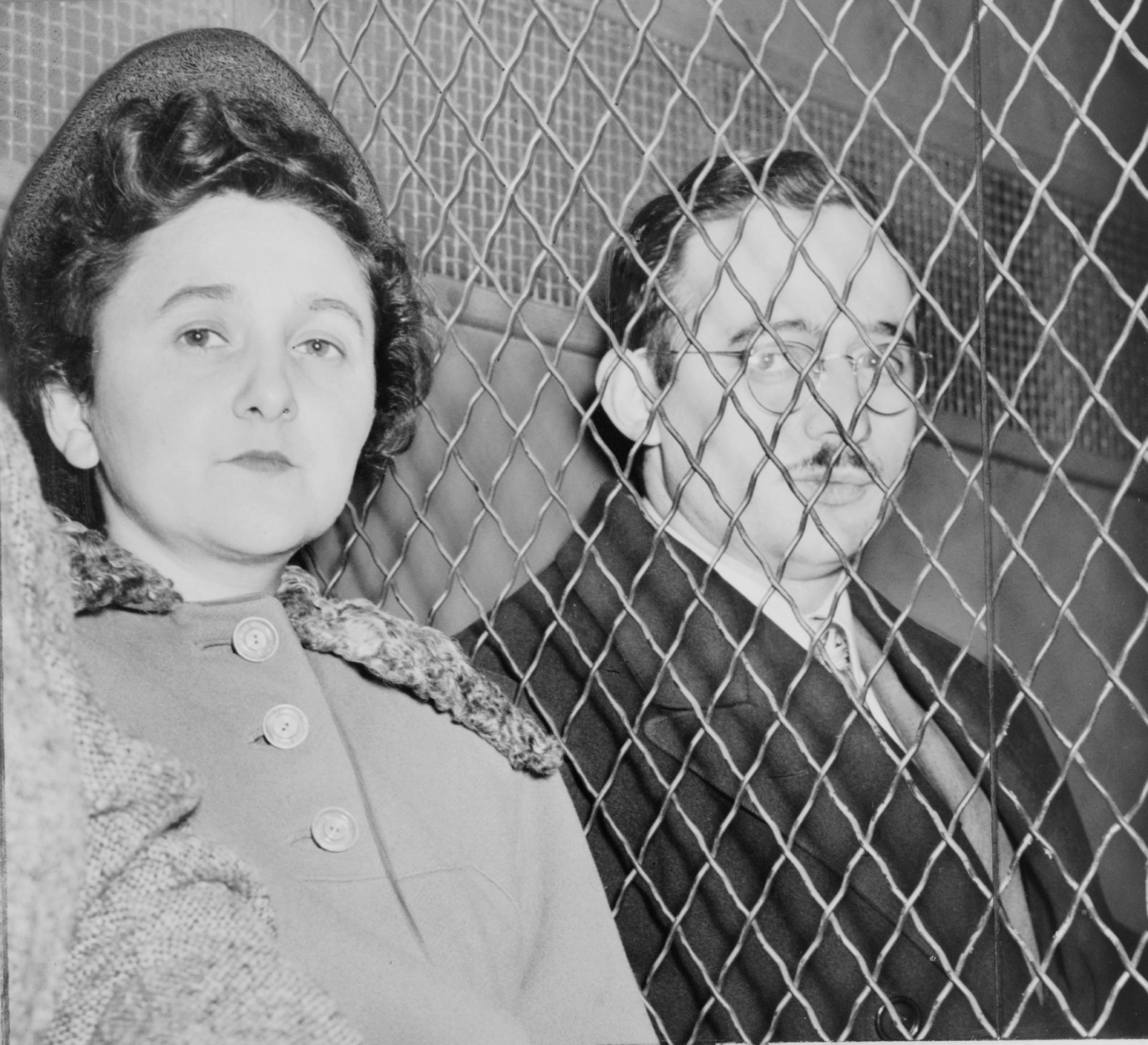
5 aprilie: Condamnarea la moarte a soților Rosenberg. Execuția a avut loc în 1953.

### Ianuarie
- 20 ianuarie: Avalanșă în Munții Alpi. Au decedat 240 de persoane și 45.000 sunt îngropați în zăpadă.

### Aprilie
- 5 aprilie: Se pronunță sentința de condamnare la moarte pentru Ethel și Julius Rosenberg sub acuzația de spionaj în favoarea Uniunii Sovietice, îndeosebi pentru furnizarea datelor secrete privind bomba atomică.
- 18 aprilie: La Paris, șase țări europene semnează tratatul institutiv pentru Comunitatea Europeană a Cărbunelui și Oțelului (CECO): Italia, Franța, Germania, Belgia, Țările de Jos și Luxemburg.

### Iulie
- 11 iulie: Germania devine membru UNESCO.
- 16 iulie: Regele Leopold al III-lea al Belgiei semnează actul de abdicare în favoarea fiului său Baudouin.

### August
- 10 august: S-a înregistrat cea mai ridicată temperatură din România: +44,5 °C în județul Brăila la Ion Sion (azi Râmnicelu).

### Septembrie
- 20 septembrie: NATO aceptă Grecia și Turcia ca membre.

### Octombrie
- 26 octombrie: Winston Churchill este reales prim-ministru al Regatului Unit.

### Noiembrie
- 11 noiembrie: Juan Peron este reales președinte al Argentinei.

### Decembrie
- 24 decembrie: Libia devine stat independent față de Italia.

### Nedatate
- Chrysler introduce servodirecția.
- Este inaugurată televiziunea transcontinentală din SUA.
- În Anglia este introdusă "zebra" la traversarea străzilor, o importantă contribuție la siguranța pietonilor; când un pieton se află în zona vărgată, mașinile trebuie să se oprească, indiferent de sensul în care circulă.
- Parcul Național Serengeti. A fost înființat pe teritoriul Tanzaniei, având o suprafață de 14.763 kmp.
- Primul concurs Miss World este ținut la teatrul Lyceum din Londra, câștigat de Miss Suedia.
- Primul plan cincinal în Republica Populară Română (1951-1955) care pune bazele pentru o industrializare sistematică. 42% din investiții se duc în activele de producție (industrie grea, mașini), 10% în agricultură.
- România participă la primul Congres al Organizației Meteorologice Mondiale.
- Se inaugurează Centrul de producție cinematografică (Studiourile Buftea).

## Arte, literatură și filozofie
- La Paris, apare volumul lui Emil Cioran, Silogismele amărăciunii.

## Știință
- Aage Niels Bohr și Ben Roy Mottelson pun la punct detaliile matematice ale teoriei nucleului atomic, formulată inițial de Leo Rainwater; ei arată că nucleele nu sunt neapărat sferice și dau amănunte utile în legătură cu fuziunea nucleară.
- Astronomul germano-american Rudolph Leo B. Minkowski descoperă asteroidul Geographos, care are o orbită ce-l aduce foarte aproape de Pământ.
- Astronomul neerlandezo-american Dirk Brouwer este primul astronom care utilizează un computer pentru a calcula orbitele planetare; folosind datele colectate începînd din 1653, el prevede pozițiile celor cinci planete exterioare ale sistemului solar pînă în 2060
- Chirurgul american John Gibbon dezvoltă mașina inimă-plâmân.
- Erwin Wilhelm Mueller concepe microscopul ionic de cîmp.
- Eugen Karl Rabe ajunge la concluzia că paralaxa solară este de 498,69 secunde.
- Fizicianul american Edward Mills Purcell este unul dintre primii oameni care observă linia de 21 cm (8,3 inch), ce apare din cauza atomilor de hidrogen aflați în spațiu, linie a cărei existențâ fusese prezisă de Van de Hulst.
- Fizicianul canadiano-american Walter Henry Zinn concepe un reactor experimental, care este construit în Indiana, în apropiere de Idaho Falls.
- Fritz Albert Lipmann descoperă acetilcoenzima A, un element esențial în chimia organismului, important în special în reacțiile de descompunere a hidrocarbonaților, grăsimilor și a unor porțiuni ale proteinelor, deoarece, astfel, contribuie la obținerea energiei necesare celulei.
- Jan Hendrik Oort, C.A. Muller și Hendrik Christoffel Van de Hulst realizează o hartă a galaxiei Calea Lactee, folosindu-se de deplasările Doppler observate în linia de emisie de 21 cm (8,3 inch) a hidrogenului.
- John William Mauchly și John Prosper Eckert realizează primul computer electronic, UNIVAC I, care va fi comercializat și primul care înmagazinează informațiile pe bandă magnetică; se vinde prin firma Remington Rand.
- Linus Pauling și Corey determină structura alfa-spirală a proteinelor.
- Robert Bums Woodward sintetizează steroizii cortizon și colesterol.
- Rudolph Minkowski și Walter Baade descoperă primele obiecte optice care pot fi puse în relație cu o sursă radio cunoscută.
- Shin Hirayama emite ideea că asteroizii sunt grupați în familii.
- Sunt prezentate filme "tridimensionale", dar spectatorii trebuie să poarte ochelari speciali, de polarizare.

## Nașteri

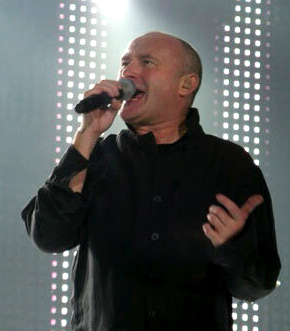
Phil Collins, cântăreț, multi-instrumentist, producător de înregistrări, toboșar, compozitor și actor britanic
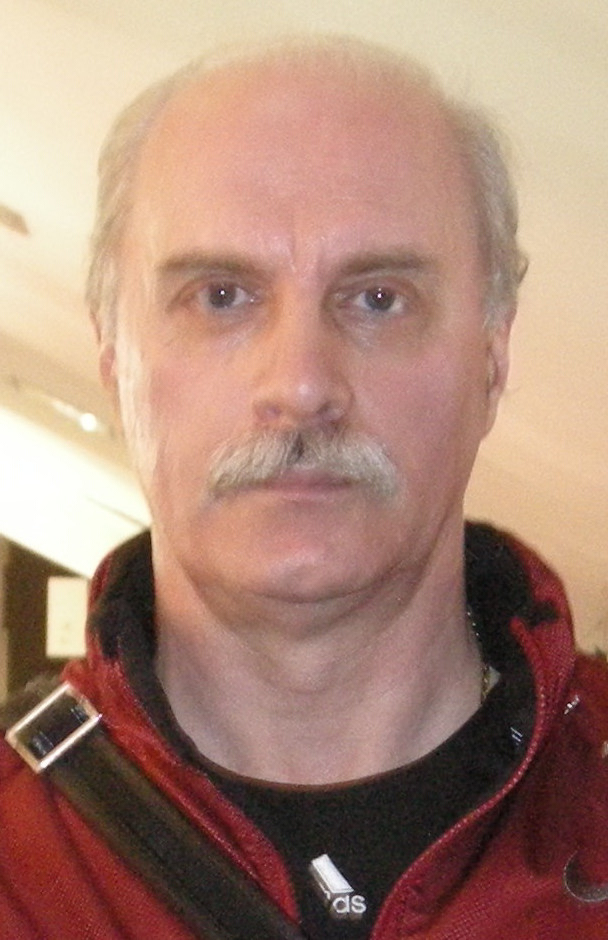
Octavian Bellu, antrenor de gimnastică și politician român
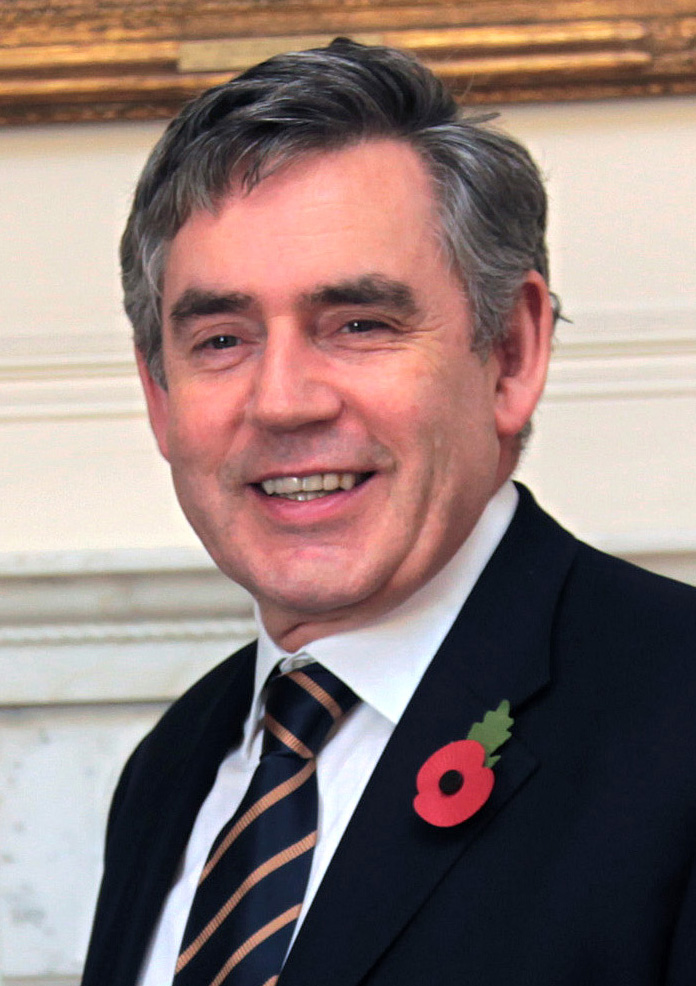
Gordon Brown, politician britanic, prim-ministru al Regatului Unit
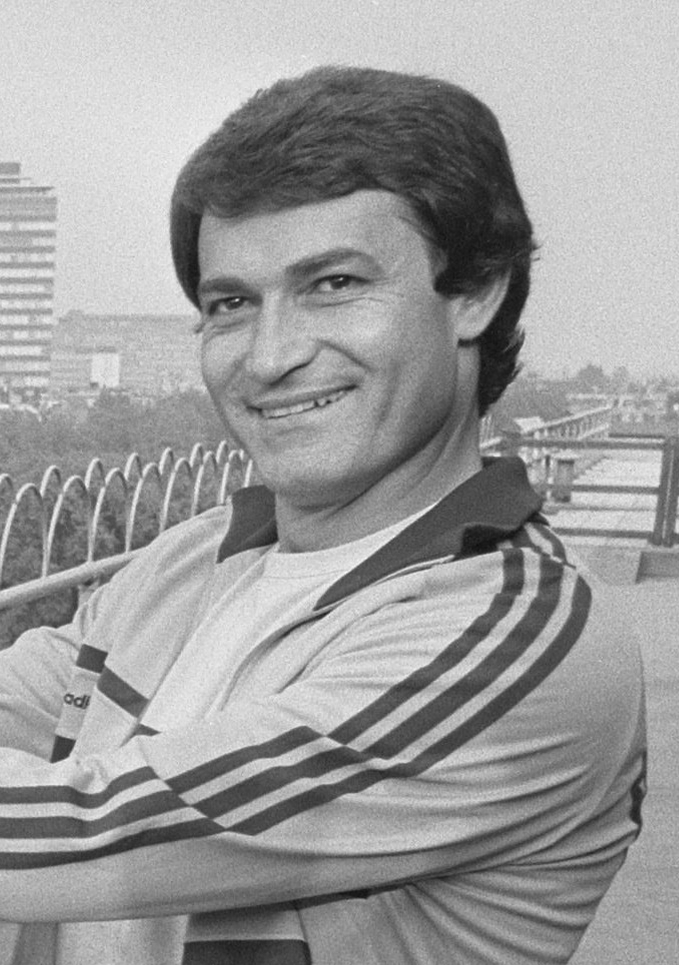
Costică Ștefănescu, jucător român de fotbal

### Ianuarie
- 1 ianuarie: Hans Joachim Stuck, pilot german de Formula 1
- 1 ianuarie: Ulrich Stockmann, politician german
- 2 ianuarie: Constantin Sterea, voleibalist român
- 3 ianuarie: Rosa Montero, scriitoare spaniolă
- 3 ianuarie: Neculae Pop, voleibalist român
- 4 ianuarie: Lucia Maria Hardegen, artistă germană
- 8 ianuarie: Bernhard Rapkay, politician german
- 9 ianuarie: Ștefan Urâtu, politician din R. Moldova
- 9 ianuarie: Michel Barnier, om politic francez
- 10 ianuarie: Steluța Marina Barbu, jurnalistă și redactor-șef sârbă de origine română
- 12 ianuarie: Johann Lippet, scriitor român
- 12 ianuarie: Kirstie Alley, actriță americană (d.2022)
- 13 ianuarie: Bernard Loiseau, chef bucătar francez (d. 2003)
- 13 ianuarie: Nigel Cox, scriitor neozeelandez (d. 2006)
- 14 ianuarie: Fița Lovin, atletă română
- 15 ianuarie: Doru Ioan Tărăcilă, politician român
- 15 ianuarie: Catherine Trautmann, politiciană franceză
- 15 ianuarie: Vasile Bran, politician român
- 16 ianuarie: Maria Antoaneta Dobrescu, politiciană română
- 17 ianuarie: Paul Howell, politician britanic (d. 2008)
- 18 ianuarie: Ion Luchian, politician român
- 21 ianuarie: David Marusek, scriitor american
- 22 ianuarie: Marlena Zagoni-Predescu, canotoare română (d.2025)
- 26 ianuarie: Ioan Moldovan, politician român
- 28 ianuarie: Billy „Bass” Nelson (William Nelson), muzician american
- 30 ianuarie: Phil Collins (Philip David Charles Collins), muzician, producător de înregistrări și actor britanic
- 30 ianuarie: Tamara Chițaniuc, cântăreață română
- 31 ianuarie: Cornel Popa, politician român

### Februarie
- 1 februarie: Albert Salvadó, scriitor din Andorra (d.2020)
- 2 februarie: Emil Druncea, scriitor român
- 2 februarie: Alphonso Johnson, muzician american
- 2 februarie: Paul-Jürgen Porr, politician român
- 3 februarie: Blaise Compaoré, politician burkinez
- 7 februarie: Patrick Allen, om de stat jamaican, guvernator general al Jamaicăi
- 7 februarie: Thibault Damour, fizician francez
- 8 februarie: Văsălie Moiș, politician român
- 8 februarie: Constantin Aurel Papuc, politician român
- 10 februarie: Petru Gozun, politician din R. Moldova
- 12 februarie: Dumitru Mugurel Cerăceanu, politician român
- 12 februarie: Nicu Cojocaru, politician român (d.2024)
- 15 februarie: Carmen Daniela, pianistă română
- 15 februarie: Constantin Dan Vasiliu, politician român (d.2020)
- 16 februarie: Mihail Grămescu, scriitor român (d. 2014)
- 16 februarie: Elena Preda, politiciană română
- 17 februarie: Octavian Bellu (Octavian Ioan Atanase Bellu), antrenor de gimnastică și politician român
- 19 februarie: Maria Ploae, actriță română
- 20 februarie: Gordon Brown (James Gordon Brown), politician britanic, prim-minstru al Regatului Unit (2007-2010)
- 24 februarie: Debra Jo Rupp, actriță americană
- 25 februarie: Carmen Linares (n. Carmen Pacheco Rodríguez), dansatoare spaniolă de flamenco
- 25 februarie: Eugen Șendrea, istoric român (d. 2016)

### Martie
- 1 martie: George Vulturescu, romancier român
- 4 martie: Glenis Willmott, politiciană britanică
- 5 martie: Aurel Beldeanu, fotbalist român
- 7 martie: Ion Sârbulescu, politician român
- 8 martie: Lidia Kulikovski, bibliotecară și bibliografă din Republica Moldova
- 11 martie: Ion Gogoi, politician român
- 14 martie: Sarah Ludford, politiciană britanică
- 15 martie: Viorela Filip, interpretă, compozitoare și textieră română de muzică ușoară
- 17 martie: Kurt Russell (Kurt Vogel Russell), actor american
- 22 martie: Richard J. Terrile, astronom american
- 22 martie: Tora Vasilescu, actriță română
- 23 martie: Ladislau Brosovszky, fotbalist român (d. 1990)
- 23 martie: Dan Păltinișanu, fotbalist român (d. 1995)
- 24 martie: Ilie Plătică-Vidovici, politician român (d. 2019)
- 25 martie: Maizie Williams (Maizie Ursula Williams), fotomodel, cântăreață și dansatoare britanică (Boney M)
- 26 martie: Costică Ștefănescu, fotbalist român (d. 2013)
- 27 martie: Dan Brudașcu, politician român
- 27 martie: Marielle de Sarnez, politiciană franceză (d. 2021)
- 27 martie: Chris Stewart (Christopher Stewart), muzician britanic
- 28 martie: Massimo Bonetti, actor italian
- 29 martie: Roger Myerson, economist american
- 30 martie: Ernő Borbély, politician român (d.2011)
- 30 martie: Alin Teodorescu, politician român
- 30 martie: Ernest Török, politician român
- 31 martie: Andrea Losco, politician italian

### Aprilie
- 1 aprilie: Daniel Varela Suanzes-Carpegna, politician spaniol
- 5 aprilie: Nedim Gürsel, scriitor turc
- 7 aprilie: Ana Bantoș, critic și istoric literar din Republica Moldova
- 7 aprilie: Emil Stoica, politician român
- 9 aprilie: Maria Nichiforov, caiacistă română (d.2022)
- 10 aprilie: Mircea Scarlat, critic literar român (d. 1987)
- 14 aprilie: Piotr Mamonov, muzician și actor rus (d. 2021)
- 14 aprilie: Aurel Nechita, politician român
- 14 aprilie: Anatolie Onceanu, politician din R. Moldova
- 15 aprilie: Choei Sato, fotbalist japonez
- 16 aprilie: Ioan Mihai Cochinescu, prozator, scenarist și regizor român de film
- 19 aprilie: Ioan Condruc, fotbalist român
- 19 aprilie: Pierre Lemaitre, scriitor francez

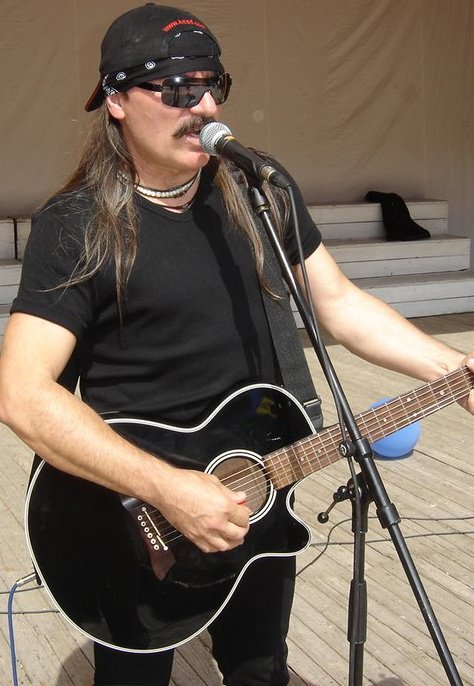
Vasile Șeicaru, muzician, compozitor, cântăreț și autor român
Dan Grădinaru, prozator, critic și istoric literar român
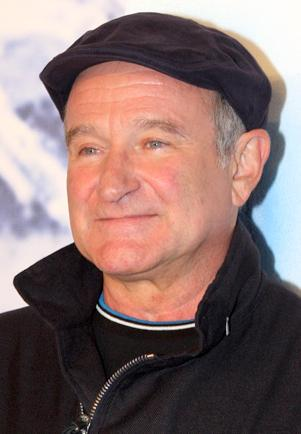
Robin Williams, actor, comedian, scenarist, producător și cântăreț american
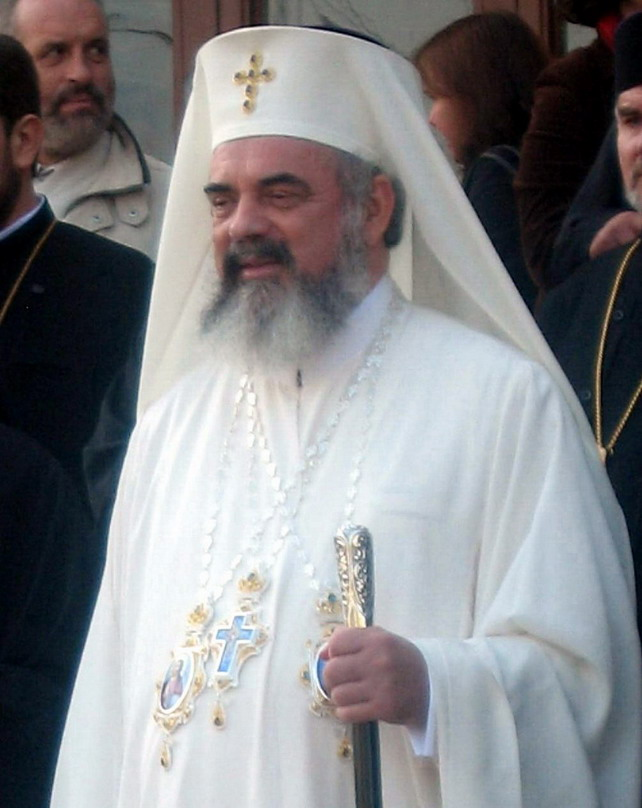
Patriarhul Daniel, actualul patriarh al Bisericii Ortodoxe Române

- 21 aprilie: Ion Călin, politician român
- 21 aprilie: William Totok, scriitor german originar din România
- 26 aprilie: Endre Kukorelly, scriitor maghiar
- 27 aprilie: Viviane Reding, politiciană luxemburgheză
- 29 aprilie: Irene Goergens, teroristă germană
- 29 aprilie: Bogdan Ulmu, regizor de teatru, scriitor și publicist român (d. 2016)
- 30 aprilie: Gyula Hegyi, politician maghiar

### Mai
- 1 mai: Istvan Bonis, politician român
- 1 mai: Dan Sabău, politician român
- 1 mai: Radu-Dumitru Savu, politician român
- 2 mai: Gheorghe Fulga, politician român
- 2 mai: John Glascock, muzician britanic (d. 1979)
- 3 mai: Christopher Cross, cantautor american
- 5 mai: Cyprien Katsaris, muzician francez
- 7 mai: Călin-Emil Anastasiu, politician român
- 7 mai: Dumitru Boabeș, politician român (d. 2016)
- 9 mai: Hans Kronberger, politician austriac (d. 2018)
- 13 mai: Paul Thompson, muzician britanic
- 15 mai: Teodor Axente, politician român
- 15 mai: Frank Anthony Wilczek, fizician american
- 18 mai: Emil Strungă, politician român
- 20 mai: James Rosapepe, politician american
- 21 mai: Șerban Brădișteanu, politician român
- 21 mai: Csaba Németh, politician român
- 23 mai: Dorin Corneliu Gavaliugov, politician român
- 23 mai: Anatoli Karpov, jucător de șah, politician, jurnalist și scriitor rus
- 23 mai: Antonis Samaras, politician grec
- 23 mai: Vintilă Mihăilescu, antropolog român (d. 2020)
- 24 mai: Jean-Pierre Bacri, actor, scenarist și dramaturg francez (d. 2021)
- 25 mai: François Bayrou, om de stat francez, prim-ministru
- 26 mai: Ramón Calderón, avocat spaniol
- 26 mai: Silviu Cărpinișianu, politician român
- 28 mai: Constantin Balcan, politician român
- 28 mai: Gligor Ciortea, politician român
- 31 mai: Serge Brussolo, scriitor francez

### Iunie
- 3 iunie: Jill Biden (n. Jill Tracy Jacobs), profesoară americană, Prima Doamnă a Statelor unite (din 2021)
- 6 iunie: Nicole Thomas-Mauro, politiciană franceză
- 9 iunie: James Newton Howard, compozitor american
- 9 iunie: Florence Kuntz, politiciană franceză
- 11 iunie: Michel Raymond, politician francez
- 13 iunie: Janusz Lewandowski, politician polonez
- 13 iunie: Jorge Santana, chitarist american (d. 2020)
- 13 iunie: Stellan Skarsgård, actor suedez
- 14 iunie: Aleksandr Sokurov, regizor rus de film
- 22 iunie: Aurel Duruț, politician român
- 22 iunie: Gerald Levinson, compozitor american
- 28 iunie: Robin Driscoll, actor britanic
- 28 iunie: Kazumi Takada, fotbalist japonez (d. 2009)
- 29 iunie: Laurențiu Nistor, politician român

### Iulie
- 1 iulie: Dragoș Pâslaru, actor român
- 2 iulie: Michele Santoro, politician italian
- 2 iulie: Gheorghe Visu, actor român
- 6 iulie: Mihai Hanganu, politician român
- 7 iulie: Daniela Caurea, poetă română (d. 1977)
- 7 iulie: Shigemi Ishii, fotbalist japonez
- 8 iulie: Anjelica Huston, actriță americană
- 9 iulie: Chris Cooper (Christopher W. Cooper), actor american
- 10 iulie: Vasile Axinte, politician român
- 10 iulie: Ion Ganea, politician român
- 10 iulie: Vasile Șeicaru, muzician, compozitor, cântăreț și autor român
- 12 iulie: Petru Bogatu, scriitor și jurnalist din Republica Moldova (d. 2020)
- 12 iulie: Marie-Noëlle Lienemann, politiciană franceză
- 12 iulie: Jaime María Mayor Oreja, politician spaniol
- 15 iulie: Neculai Apostol, politician român
- 16 iulie: Alexandru Ioan Morțun, politician român
- 16 iulie: Dumitru Prijmireanu, politician din R. Moldova
- 18 iulie: Dan Grădinaru, prozator, critic și istoric literar român
- 18 iulie: Elio Di Rupo, politician belgian
- 21 iulie: Robin Williams (Robin McLaurin Williams), actor de film, teatru, televiziune și voce, comedian, scenarist, producător și cântăreț american (d. 2014)
- 22 iulie: Patriarhul Daniel (n. Dan Ilie Ciobotea), patriarh al Bisericii Ortodoxe Române (2007-prezent), membru de onoare al Academiei Române
- 22 iulie: György Frunda, politician român
- 23 iulie: Thierry Cornillet, politician francez
- 27 iulie: Corneliu Ion, sportiv (tir) român, laureat olimpic
- 27 iulie: Kazuo Saito, fotbalist japonez
- 28 iulie: Alfredo Pérez Rubalcaba, politician spaniol (d. 2019)
- 29 iulie: Vladimir Antosii, politician din R. Moldova
- 29 iulie: Santiago Calatrava, arhitect, sculptor și inginer structural spaniol
- 31 iulie: Richard Fletcher-Vane, politician britanic
- 31 iulie: Evonne Goolagong, jucătoare australiană de tenis

### August
- 1 august: Tommy Bolin (Thomas Richard Bolin), muzician american (d. 1976)
- 2 august: Marcel Iureș, actor român
- 2 august: Joe Lynn Turner, cântăreț american
- 5 august: John Jarratt, actor australian
- 7 august: Lucian-Liviu Albu, economist român, membru al Academiei Române
- 8 august: Louis van Gaal, fotbalist din Țările de Jos
- 9 august: Philip Bradbourn, politician britanic (d. 2014)
- 10 august: Ioan I. Bucur, geolog român, membru corespondent al Academiei Române (din 2016)
- 11 august: Vasile Sălăgean, politician român
- 12 august: Gheorghe Păvălașcu, politician român
- 14 august: Carl Lumbly, actor american
- 15 august: Maria Petre, politiciană română
- 16 august: Lorenzo Cesa, politician italian
- 17 august: Dumitru Codreanu, politician român
- 17 august: Anne Elisabet Jensen, politiciană daneză
- 19 august: John Deacon, muzician englez (Queen)
- 22 august: Luis Manuel Capoulas Santos, politician portughez
- 24 august: Orson Scott Card, scriitor american

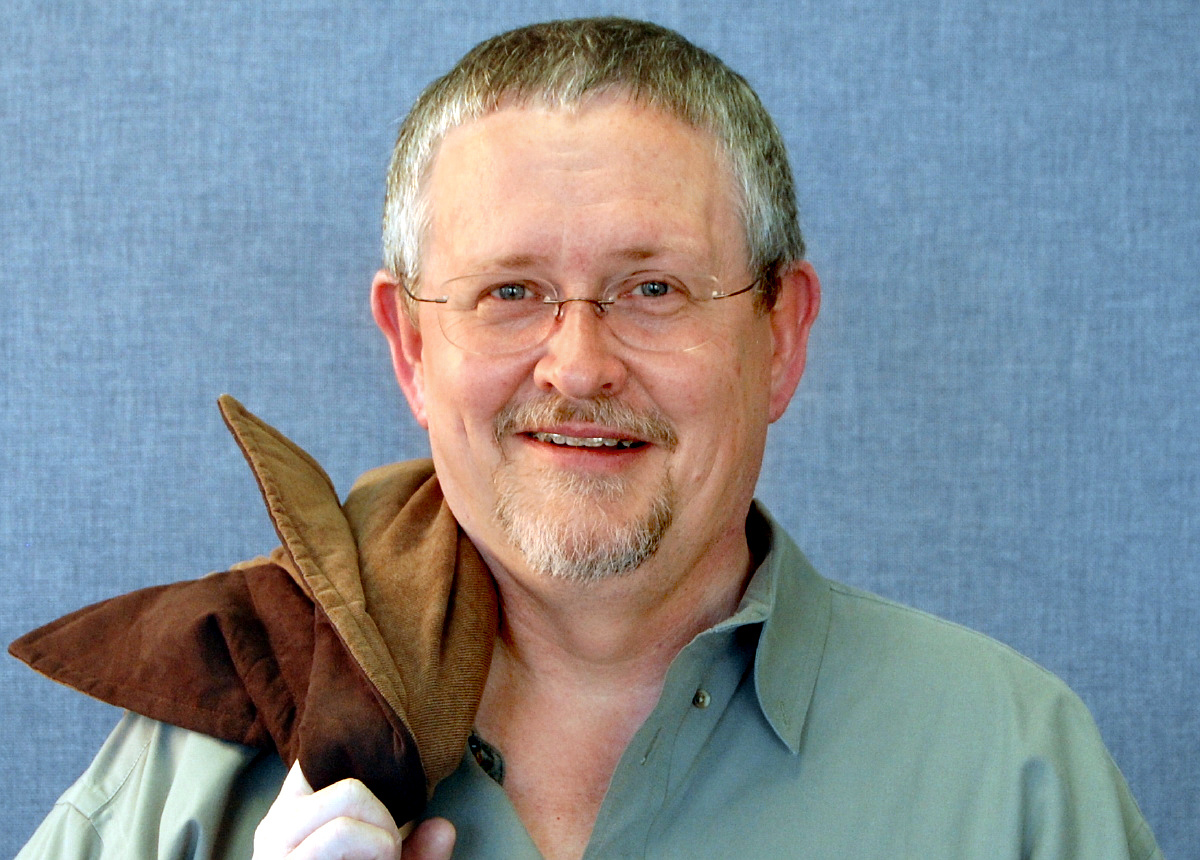
Orson Scott Card, scriitor american
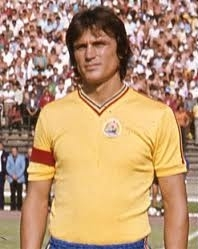
Ștefan Sameș, jucător român de fotbal
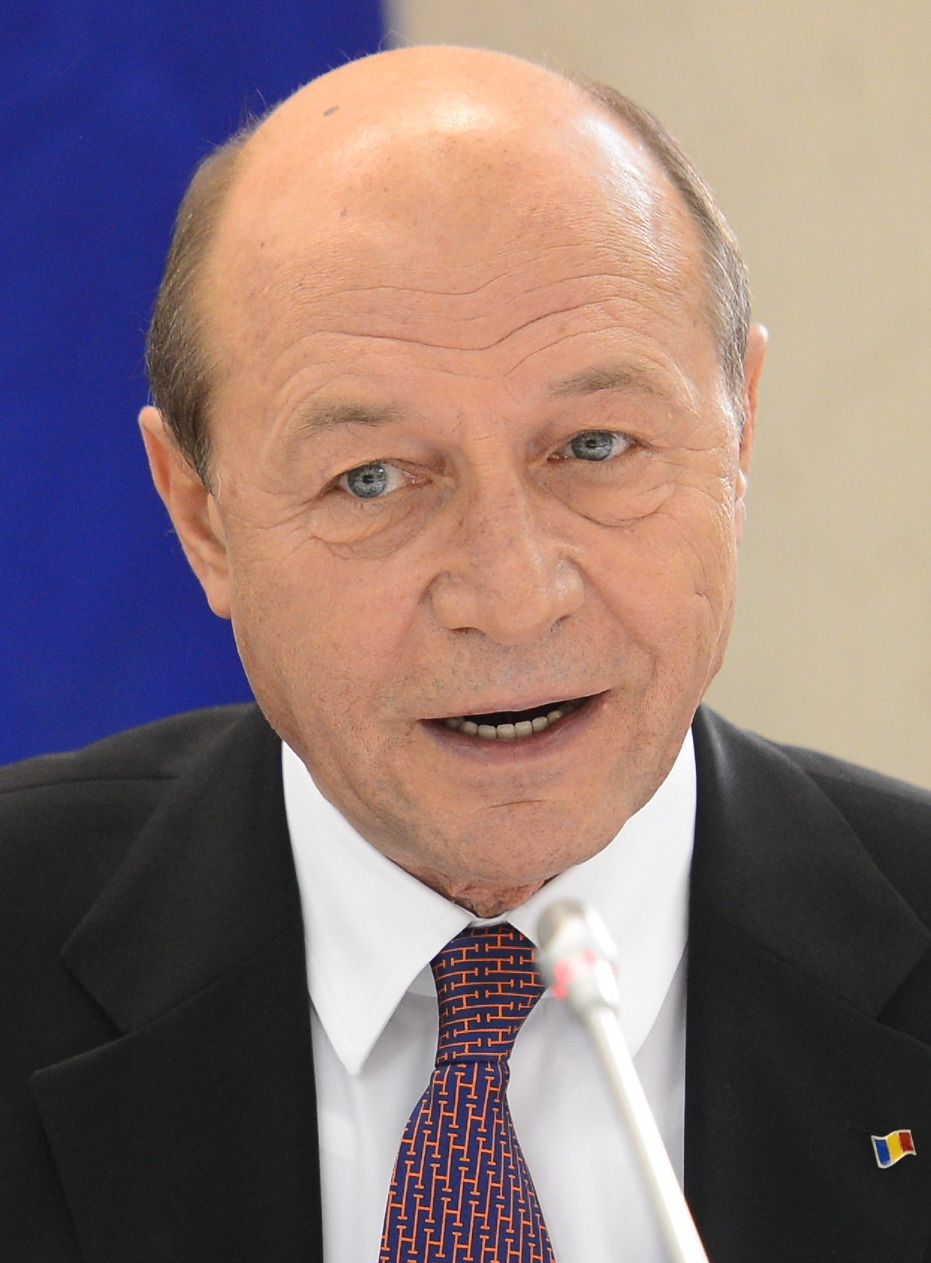
Traian Băsescu, politician român, al V-lea președinte al României
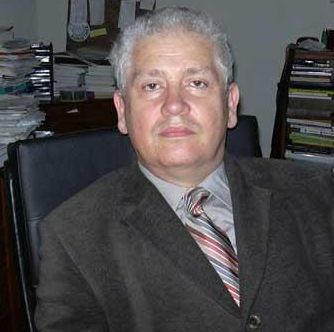
Andrei Corbea Hoișie, diplomat, filolog, germanist și pedagog român

- 26 august: Valeriu Gheorghe, politician român
- 26 august: Jan Marinus Wiersma, politician neerlandez

### Septembrie
- 1 septembrie: Nicu Ceaușescu, politician român (d. 1996)
- 1 septembrie: Sever Șter, politician român
- 1 septembrie: Timothy Zahn, scriitor american de literatură SF
- 3 septembrie: Peter-Jürgen Boock, scriitor german
- 4 septembrie: Gheorghe Brânzei, politician român
- 5 septembrie: Vilson Ahmeti, politician albanez
- 5 septembrie: Paul Breitner, fotbalist german
- 5 septembrie: Michael Keaton (n. Michael John Douglas), actor american
- 8 septembrie: Béla Markó, politician român de etnie maghiară
- 9 septembrie: Gabriel Stănescu, scriitor român (d. 2010)
- 9 septembrie: Ildikó Tordasi, scrimeră maghiară (d. 2015)
- 12 septembrie: Joe Pantoliano, actor american
- 14 septembrie: Doina Rotaru, compozitoare română
- 15 septembrie: Reghina Apostolova, profesoară și politiciană din R. Moldova
- 15 septembrie: Lisa Fitz, actriță germană
- 16 septembrie: René van de Kerkhof (Reinier van de Kerkhof), fotbalist din Țările de Jos
- 16 septembrie: Willy van de Kerkhof (Wilhelmus van de Kerkhof), fotbalist din Țările de Jos
- 17 septembrie: Dan Ciachir, jurnalist român
- 17 septembrie: Emil Iota Ghizari, economist român
- 17 septembrie: Paola Romano, sculptoriță italiană
- 17 septembrie: Ioan Timiș, politician român (d.2010)
- 19 septembrie: Ian Hudghton, politician britanic
- 20 septembrie: Javier Marías, scriitor spaniol (d.2022)
- 21 septembrie: Melania Vâlva, politiciană română (d.2014)
- 23 septembrie: Marcel Bejgu, pictor român
- 24 septembrie: Nina Crulicovschi, cântăreață din R. Moldova
- 25 septembrie: Pedro Almodóvar, regizor spaniol
- 25 septembrie: Yardena Arazi, cântăreață israeliană
- 25 septembrie: Gheorghe Brega, politician din R. Moldova
- 25 septembrie: Vasile Diacon, politician român
- 27 septembrie: Tudor Manolescu, politician român
- 29 septembrie: Pier Luigi Bersani, politician italian
- 30 septembrie: Paul Cazan, fotbalist român

### Octombrie
- 3 octombrie: Svika Pick, muzician israelian (d.2022)
- 5 octombrie: Karen Allen, actriță americană
- 5 octombrie: Daniela Bartoș, politiciană română
- 6 octombrie: Mária Nagy Adonyi, scriitoare, poetă, jurnalistă și traducătoare maghiară din România (d.2015)
- 7 octombrie: Werner Kremm, publicist, traducător și editor de limba germană din România
- 8 octombrie: Jutta Haug, politiciană germană
- 12 octombrie: Peter Goldsworthy, scriitor australian
- 13 octombrie: Cristian Stănescu, politician român
- 14 octombrie: Ștefan Sameș, fotbalist român (d. 2011)
- 17 octombrie: Prabowo Subianto, politician, om de afaceri și general cu patru stele în rezervă, președinte al Indoneziei
- 19 octombrie: Demetrios Christodoulou, matematician și fizician grec
- 19 octombrie: Anatol Țăranu, politician din R. Moldova
- 20 octombrie: Maria Zilda Bethlem, actriță braziliană
- 20 octombrie: Tudor Gavril Dunca, politician român
- 26 octombrie: William "Bootsy" Collins (William Earl Collins), muzician american
- 28 octombrie: Renato Cecchetto, actor italian (d. 2022)
- 29 octombrie: Fausto Correia, politician portughez (d. 2007)
- 30 octombrie: Jenny Randles, scriitoare britanică

### Noiembrie
- 1 noiembrie: Stelian Morcov, sportiv român (lupte libere)
- 3 noiembrie: Gheorghe Barbu, politician român
- 4 noiembrie: Traian Băsescu, politician român, al V-lea președinte al României (2004-2014)
- 7 noiembrie: Christa Klaß, politiciană germană
- 7 noiembrie: Sorin Oprescu, politician român, primar al Bucureștiului (2008-2015)
- 7 noiembrie: Stefan Sofianski, politician bulgar
- 9 noiembrie: Viorel Alexandru, politician român
- 9 noiembrie: Lou Ferrigno (Louis Jude Ferrigno), actor american
- 10 noiembrie: Klaus Popa, istoric german (d.2021)
- 10 noiembrie: Werner Söllner, scriitor german (d. 2019)
- 10 noiembrie: Viktor Suhorukov, actor rus
- 11 noiembrie: Dumitru Alexandru Radu, politician român
- 14 noiembrie: Ion Gonțea, politician român
- 14 noiembrie: Zsuzsa Nagy, sportivă maghiară (gimnastică artistică)
- 14 noiembrie: Ioan Selejan, cleric ortodox român, arhiepiscop al Timișoarei și mitropolit al Banatului (2014-prezent)
- 15 noiembrie: Beverly D'Angelo, actriță americană
- 19 noiembrie: Mihai Ghimpu, politician din R. Moldova
- 19 noiembrie: Giuliano Poletti, politician italian
- 25 noiembrie: Ioan Baba, poet român
- 27 noiembrie: Vera Fischer, actriță braziliană
- 28 noiembrie: Barbara Morgan (Barbara Radding Morgan), astronaut american
- 30 noiembrie: Nazari Iaremciuk, cântăreț ucrainean (d. 1995)

### Decembrie
- 1 decembrie: Treat Williams, actor american (d.2023)
- 2 decembrie: Alexandru Cistelecan, critic literar român
- 2 decembrie: Zinaida Julea, cântăreață din R. Moldova
- 2 decembrie: Dumitru Hărădău, jucător de tenis român
- 4 decembrie: Patricia Wettig, actriță americană
- 5 decembrie: Miki Alexandrescu (n. Dan Alexandrescu), jurnalist și comentator sportiv român (d. 2020)
- 7 decembrie: Nicolae Munteanu, handbalist român
- 8 decembrie: Ioanel Sinescu, medic român
- 9 decembrie: Nicolae-Florin Tudose, politician român
- 12 decembrie: Roseline Vachetta, politiciană franceză
- 14 decembrie: Iurie Sadovnic, muzician și interpret de muzică ușoară și folk din Republica Moldova (d. 2021)
- 15 decembrie: Andrei Corbea Hoișie, diplomat, filolog, germanist și pedagog român
- 15 decembrie: Ioan Luchian Mihalea, muzician român (d. 1993)
- 16 decembrie: Dan Cristea, cercetător român
- 18 decembrie: Böszörményi Zoltán, scriitor român
- 19 decembrie: Migueli (Miguel Bernardo Bianquetti), fotbalist spaniol
- 20 decembrie: Cristian Crăciunoiu, jurnalist de știință, scriitor, istoric al marinei și aviației române. (d. 2012)
- 20 decembrie: Ion Neagu, avocat român
- 23 decembrie: Anthony Phillips, chitarist britanic
- 28 decembrie: Eugeniu Șlopac, politician din R. Moldova
- 30 decembrie: Gay Mitchell, politician irlandez

## Decese
- 7 ianuarie: René Guénon, 64 ani, filosof francez (n. 1886)
- 10 ianuarie: Sinclair Lewis (n. Harry Sinclair Lewis), 65 ani, scriitor american, laureat al Premiului Nobel (1930), (n. 1885)
- 19 februarie: André Gide (n. André Paul Guillaume Gide), 81 ani, scriitor francez, laureat al Premiului Nobel (1947), (n. 1869)
- 17 mai: Împărăteasa Teimei, 66 ani, soția împăratului Taishō al Japoniei (n. 1884)
- 6 octombrie: Otto Fritz Meyerhof, 67 ani, biochimist germano-american (n. 1884)
- 25 octombrie: Amélie de Orléans (n. Marie Amélie Louise Hélène d'Orléans), 86 ani, soția regelui Carlos I al Portugaliei (n. 1865)

### Nedatate
- aprilie: Petre P. Negulescu, 79 ani, filosof, om politic român (n. 1872)